# Sead Hajrović
Sead Hajrović (ur. 4 czerwca 1993 w Brugg) – bośniacki piłkarz szwajcarskiego pochodzenia występujący na pozycji obrońcy. Jego starszy brat, Izet, także jest piłkarzem.

## Sukcesy
Szwajcaria
- Mistrzostwa Europy U-17: 1. miejsce w 2009 roku